# Frente Popular para la Liberación de Palestina-Comando General
El Frente Popular por la Liberación de Palestina-Comando General  (en árabe: الجبهة الشعبية لتحرير فلسطين - القيادة العامة; Al-Yabja al-sha'bia li-tahrir filastin -- al-qiyada al-'ammah) o FPLP-CG es una organización palestina dirigida por Ahmad Yibril, apoyada por Siria. El FPLP-CG había sido parte de la Organización por la Liberación de Palestina hasta 1985. Ahmad Yibril creó el FPLP-CG en 1968, cuando dejó el grupo original, el FPLP del doctor George Habash. El FPLP-CG está opuesto a los Acuerdos de Oslo, y ha sido calificado como una organización terrorista por los Estados Unidos y la Unión Europea.

## Fundación
El Comando General fue fundado por desacuerdos entre el Dr. Habash y Yibril. El Dr. Habash creyó que la lucha contra Israel tenía que obtener la atención de la prensa mundial, así que después de la Guerra de los Seis Días de 1967, el FPLP empezó a secuestrar vuelos internacionales de aerolíneas en Europa Occidental. Yibril, un veterano del ejército sirio y miembro de la generación de los 'fedayines' ("guerrilleros que se sacrifican a sí mismos"), guerrilleros palestinos en los 50's que lucharon por Israel para recuperar la Franja de Gaza o Cisjordania, ya tenía un propio grupo, el Frente para la Liberación de Palestina (no equivocarse con un grupo del mismo nombre que operaba desde 1978 y que emergieron del FPLP-CG). Pero estos no acordaron en que la guerra tenía que envolver a la prensa, sino que había que concentrarse en las fronteras desde Israel y los estados árabes, especialmente desde la batalla de Karameh, que ocurrió en 1968 y enfrentó a las fuerzas especiales israelíes y guerrilleros de Fatah, junto al ejército jordano.

## Alianza con Assad
Yibril también creyó que una guerra total contra Israel era esencial, pero hasta los años 1970, no pudo reclamar una victoria en los diferentes asaltos que había organizado. Sus guerrilleros, los que entrenó como soldados sirios, siempre eran los más profesionales de todos los soldados palestinos. En septiembre de 1970 el rey Hussein de Jordania atacó las principales bases guerrilleras palestinas, como las comandadas por Yibril, y los expulsaron mediante una guerra sangrienta, a la que llamaron Septiembre Negro. La Comandancia General del FPLP-CG salió del Septiembre Negro con menos pérdidas que los otros grupos. Desde 1970 la FPLP-CG empezó a hacer negocios con Siria, su patrona mayor. Entre Yibril y los comandantes sirios seguía una amistad auténtica por lo que Yibril apoyó al Presidente Hafez al-Assad en su golpe de Estado en 1970, lo que le puso en el poder con el ala derechista del Partido Baaz. Hasta 1970 el FPLP y el Dr. Habash lograron tener más influencia en Siria, a causa del apoyo brindado al presidente marxista de Siria, Salah Yadid. Desde 1970, las relaciones entre Habash, Yasser Arafat, y otros líderes palestinos con Siria fue muy complicada y a veces violenta, parte de ello debido a sus posiciones dentro de la lucha interna entre Assad y Salah Yadid.

## Salida de la OLP
En 1974 Yasser Arafat, el presidente de la Organización por la Liberación de Palestina y su grupo principal, Fatah, declaró en la ONU su interés por negociar entre los árabes e israelíes, el Programa de los Diez Puntos. Entonces debido a esto varios grupos belicosos de la OLP, como la FPLP, FDLP, FPLP-CG, as-Saika, y otros acordaron no considerar la negociación pacífica con Israel, y cancelaron su afiliación con la OLP. Entonces crearon el Frente Rechacista, esto debido al rechazo de reconocer a Israel y por lo tanto ninguno aceptaría negociar con ella.

## Líbano
En 1976 se desarrolló el conflicto armado entre el Assad y Arafat en Líbano como parte de la Guerra Civil Libanesa. En esta Yibril ayudó al ejército sirio a luchar contra Fatah. Esta guerra sangrienta quebró la hegemonía del gobierno libanés. En 1982 la Comandancia General del FPLP-CG luchó contra Israel en su ofensiva en Líbano durante la Guerra del Líbano de 1982. Luego en la década de los años 1980 asaltaron a Israel mediante ataques transfronterizos, como la Noche de los planeadores, un ataque relámpago que humilló a la armada israelí.
Desde los 80's, la importancia del Comando General había disminuido, porque los grupos islámicos como la Yihad Islámica y Hamás habían crecido durante la Primera Intifada, habían dejado de ser escuadrones pequeños y pasaron a ser verdaderos grupos terroristas. Para revertir esta situación Yibril hizo alianzas con ambos grupos a través de presión. También cooperaron con grupos como el Assad de Siria y el grupo extremista chiita libanés Hezbolá para cooperar en asaltos terroristas contra Israel, y entrenar a terroristas para llevar a cabo ataques suicidas. Hoy la Comandancia General FPLP-CG no tiene más que unos cuantos cientos de soldados y leales, y es una fuerza integral de los pro-sirios en Líbano que se oponen al gobierno anti-sirio, y que apoyan a Hezbolá.

## Líderes
El jefe del CG es el Sr. Yibril, aún seguía siendo el comandante a pesar de su edad avanzada, este había establecido que su mejor hijo Yihad Ajmad Yibril, le sucedería como jefe del grupo. Pero el 20 de mayo de 2002, Yihad Yibril fue asesinado en un ataque terrorista con coche bomba en Beirut. Los palestinos sospechan que una agencia israelí lo asesinó, pero no lo han podido probar. Yibril no tenía un candidato oficial para sucederlo como jefe.

## Negacionismo del Holocausto
En una entrevista del 2009, el representante de esta organización, Anwar Raja, declaró que negaba el Holocausto, abundando que "los sionistas han podido falsificar la historia, usando la desvergonzada mentalidad que ve a la historia según los intereses de uno. (...) Todos los hechos apuntan a que es inflada [la cifra de 6 millones de judíos muertos durante el Holocausto], a la falsificación y la exageración".